# Samsung Galaxy S4 mini
Samsung Galaxy S4 mini – smartfon z serii Galaxy produkowany przez koreańską firmę Samsung. Jest to wersja mini Samsunga Galaxy S4.

## Specyfikacja techniczna
Galaxy S4 mini został wyposażony w procesor Qualcomm Snapdragon 400 8230AB jest to dwurdzeniowy procesor o taktowaniu 1,7 GHz na rdzeń. Urządzenie posiada 1,5 GB RAM oraz 8 GB pamięci wewnętrznej.

### Wyświetlacz
S4 mini posiada wyświetlacz stworzony w technologii Super AMOLED, o przekątnej 4,3 cala i rozdzielczości 540 × 960 pikseli, co daje zagęszczenie 256 pikseli na jeden cal wyświetlacza.

### Aparat fotograficzny
Aparat znajdujący się na tyle telefonu ma 8 Mpx, zaś przednia kamera ma rozdzielczość 2 Mpx.

### Akumulator
Akumulator litowo-jonowy ma pojemność 1900 mAh.

## Software
Galaxy S4 mini jest seryjnie wyposażona w system Android 4.2.2 Jelly Bean.